# Österrikes Grand Prix 1977
Österrikes Grand Prix 1977 var det tolfte av 17 lopp ingående i formel 1-VM 1977.

## Resultat
1. Alan Jones, Shadow-Ford, 9 poäng
2. Niki Lauda, Ferrari, 6
3. Hans-Joachim Stuck, Brabham-Alfa Romeo, 4
4. Carlos Reutemann, Ferrari, 3
5. Ronnie Peterson, Tyrrell-Ford, 2
6. Jochen Mass, McLaren-Ford, 1
7. Rupert Keegan, Hesketh-Ford
8. John Watson, Brabham-Alfa Romeo
9. Patrick Nève, Williams (March-Ford)
10. Brett Lunger, BS Fabrications (McLaren-Ford)
11. Emerson Fittipaldi, Fittipaldi-Ford
12. Hans Binder, ATS (Penske-Ford)
13. Patrick Depailler, Tyrrell-Ford
14. Jean-Pierre Jarier, ATS (Penske-Ford)
15. Vittorio Brambilla, Surtees-Ford
16. Vern Schuppan, Surtees-Ford
17. Emilio de Villota, Emilio de Villota (McLaren-Ford) (varv 50, olycka)

### Förare som bröt loppet
- Jody Scheckter, Wolf-Ford (varv 45, snurrade av)
- James Hunt, McLaren-Ford (43, motor)
- Patrick Tambay, Theodore (Ensign-Ford) (41, motor)
- Gunnar Nilsson, Lotus-Ford (38, motor)
- Arturo Merzario, Shadow-Ford (29, växellåda)
- Jacques Laffite, Ligier-Matra (21, oljeläcka)
- Mario Andretti, Lotus-Ford (11, motor)
- Ian Scheckter, March-Ford (2, olycka)
- Clay Regazzoni, Ensign-Ford (0, olycka)

### Förare som ej kvalificerade sig
- Brian Henton, British Formula One Racing Team (March-Ford)
- Ian Ashley, Hesketh-Ford
- Hector Rebaque, Hesketh-Ford
- Alex Ribeiro, March-Ford